# Бусос
Бусо́с (окс. Bossòst, кат. Bossost, ісп. Bossòst) - муніципалітет, розташований в Автономній області Каталонія, в Іспанії. Код муніципалітету за номенклатурою Інституту статистики Каталонії - 250595. Знаходиться у терсуні Куате Локс району (кумарки) Баль-д'Аран (код району - 39) провінції Льєйда, згідно з новою адміністративною реформою перебуватиме у складі Баґарії (округи) Ал-Пірінеу і Баль-д'Аран. 

## Населення
Населення міста (у 2007 р.) становить 1.115 осіб (з них менше 14 років - 12,7%, від 15 до 64 - 72,7%, понад 65 років - 14,5%). У 2006 р. народжуваність склала 14 осіб, смертність - 8 осіб, зареєстровано 4 шлюби. У 2001 р. активне населення становило 518 осіб, з них безробітних - 27 осіб.

Серед осіб, які проживали на території міста у 2001 р., 602 народилися в Каталонії (з них 452 особи у тому самому районі, або кумарці), 268 осіб приїхало з інших областей Іспанії, а 89 осіб приїхало з-за кордону. 

Університетську освіту має 10,8% усього населення. 

У 2001 р. нараховувалося 348 домогосподарств (з них 24,7% складалися з однієї особи, 21,8% з двох осіб,23,6% з 3 осіб, 19% з 4 осіб, 7,5% з 5 осіб, 2% з 6 осіб, 0,9% з 7 осіб, 0,3% з 8 осіб і 0,3% з 9 і більше осіб).

Активне населення міста у 2001 р. працювало у таких сферах діяльності : у сільському господарстві - 1,6%, у промисловості - 5,3%, на будівництві - 13,6% і у сфері обслуговування - 79,4%. 

 У муніципалітеті або у власному районі (кумарці) працює 287 осіб, поза районом - 246 осіб.

### Безробіття
У 2007 р. нараховувалося 15 безробітних (у 2006 р. - 7 безробітних), з них чоловіки становили 46,7%, а жінки - 53,3%.

## Економіка

### Підприємства міста

#### Промислові підприємства
| \| Промислові підприємства міста, за сферою діяльності \| Промислові підприємства міста, за сферою діяльності \| Промислові підприємства міста, за сферою діяльності \| \| Рік \| 2002 р. \| 2001 р. \| \| --------------------------------------------------- \| --------------------------------------------------- \| --------------------------------------------------- \| \| Енергетичні та водні ресурси \| 25% \| 20% \| \| Хімія та метали \| 0% \| 0% \| \| Переробка металів \| 0% \| 0% \| \| Продукти харчування \| 25% \| 20% \| \| Текстиль \| 0% \| 0% \| \| Виробництво меблів, видання \| 50% \| 50% \| \| Інше \| 0% \| 10% \| \| Усього підприємств \| 8 \| 10 \| |         |         |
| Промислові підприємства міста, за сферою діяльності |         |         |
| Рік | 2002 р. | 2001 р. |
| Енергетичні та водні ресурси | 25%     | 20%     |
| Хімія та метали | 0%      | 0%      |
| Переробка металів | 0%      | 0%      |
| Продукти харчування | 25%     | 20%     |
| Текстиль | 0%      | 0%      |
| Виробництво меблів, видання | 50%     | 50%     |
| Інше | 0%      | 10%     |
| Усього підприємств | 8       | 10      |

#### Роздрібна торгівля
| \| Підприємства роздрібної торгівлі міста, за сферою діяльності \| Підприємства роздрібної торгівлі міста, за сферою діяльності \| Підприємства роздрібної торгівлі міста, за сферою діяльності \| \| Рік \| 2002 р. \| 2001 р. \| \| ------------------------------------------------------------ \| ------------------------------------------------------------ \| ------------------------------------------------------------ \| \| Продукти харчування \| 32,4% \| 31,4% \| \| Одяг та взуття \| 19,7% \| 18,6% \| \| Товари для дому \| 16,9% \| 17,1% \| \| Книги та періодичні видання \| 1,4% \| 1,4% \| \| Промислова хімічна продукція \| 1,4% \| 1,4% \| \| Продукція, пов'язана з транспортними засобами \| 0% \| 0% \| \| Інше \| 28,2% \| 30% \| \| Усього підприємств \| 71 \| 70 \| |         |         |
| Підприємства роздрібної торгівлі міста, за сферою діяльності |         |         |
| Рік | 2002 р. | 2001 р. |
| Продукти харчування | 32,4%   | 31,4%   |
| Одяг та взуття | 19,7%   | 18,6%   |
| Товари для дому | 16,9%   | 17,1%   |
| Книги та періодичні видання | 1,4%    | 1,4%    |
| Промислова хімічна продукція | 1,4%    | 1,4%    |
| Продукція, пов'язана з транспортними засобами | 0%      | 0%      |
| Інше | 28,2%   | 30%     |
| Усього підприємств | 71      | 70      |

#### Сфера послуг
| \| Підприємства міста, що працюють у сфері послуг, за діяльністю \| Підприємства міста, що працюють у сфері послуг, за діяльністю \| Підприємства міста, що працюють у сфері послуг, за діяльністю \| \| Рік \| 2002 р. \| 2001 р. \| \| ------------------------------------------------------------- \| ------------------------------------------------------------- \| ------------------------------------------------------------- \| \| Гуртова торгівля \| 6,1% \| 4,3% \| \| Готелі та готельний бізнес \| 55,1% \| 59,6% \| \| Транспорт та зв'язок \| 4,1% \| 4,3% \| \| Посередницькі фінансові послуги \| 6,1% \| 6,4% \| \| Послуги підприємствам \| 2% \| 2,1% \| \| Послуги фізичним особам \| 20,4% \| 19,1% \| \| Нерухомість та ін. \| 6,1% \| 4,3% \| \| Усього підприємств \| 49 \| 47 \| |         |         |
| Підприємства міста, що працюють у сфері послуг, за діяльністю |         |         |
| Рік | 2002 р. | 2001 р. |
| Гуртова торгівля | 6,1%    | 4,3%    |
| Готелі та готельний бізнес | 55,1%   | 59,6%   |
| Транспорт та зв'язок | 4,1%    | 4,3%    |
| Посередницькі фінансові послуги | 6,1%    | 6,4%    |
| Послуги підприємствам | 2%      | 2,1%    |
| Послуги фізичним особам | 20,4%   | 19,1%   |
| Нерухомість та ін. | 6,1%    | 4,3%    |
| Усього підприємств | 49      | 47      |

## Житловий фонд
У 2001 р. 6,3% усіх родин (домогосподарств) мали житло метражем до 59 м2, 27,9% - від 60 до 89 м2, 40,5% - від 90 до 119 м2 і
25,3% - понад 120 м2.

З усіх будівель у 2001 р. 15,1% було одноповерховими, 48,9% - двоповерховими, 32,3
% - триповерховими, 3,1% - чотириповерховими, 0,6% - п'ятиповерховими, 0% - шестиповерховими,
0% - семиповерховими, 0% - з вісьмома та більше поверхами.

## Автопарк
| \| Автомобілі, зареєстровані у місті, за призначенням \| Автомобілі, зареєстровані у місті, за призначенням \| Автомобілі, зареєстровані у місті, за призначенням \| \| Рік \| 2006 р. \| 2005 р. \| \| -------------------------------------------------- \| -------------------------------------------------- \| -------------------------------------------------- \| \| Приватні автомобілі \| 68% \| 69,1% \| \| Мотоцикли \| 7,7% \| 7% \| \| Вантажівки \| 20,5% \| 20,7% \| \| Трактори \| 0,2% \| 0,2% \| \| Автобуси та ін. \| 3,5% \| 3% \| \| Усього автомобілів \| 853 шт. \| 803 шт. \| |         |         |
| Автомобілі, зареєстровані у місті, за призначенням |         |         |
| Рік | 2006 р. | 2005 р. |
| Приватні автомобілі | 68%     | 69,1%   |
| Мотоцикли | 7,7%    | 7%      |
| Вантажівки | 20,5%   | 20,7%   |
| Трактори | 0,2%    | 0,2%    |
| Автобуси та ін. | 3,5%    | 3%      |
| Усього автомобілів | 853 шт. | 803 шт. |

## Вживання каталанської мови
У 2001 р. каталанську мову у місті розуміли 95,9% усього населення (у 1996 р. - 97,4%), вміли говорити нею 79,1% (у 1996 р. - 
78,4%), вміли читати 78,6% (у 1996 р. - 74,6%), вміли писати 42,7
% (у 1996 р. - 36,5%). Не розуміли каталанської мови 4,1%.

## Політичні уподобання
У виборах до Парламенту Каталонії у 2006 р. взяло участь 469 осіб (у 2003 р. - 548 осіб). Голоси за політичні сили розподілилися таким чином:
| \| Вибори до Парламенту Каталонії \| Вибори до Парламенту Каталонії \| Вибори до Парламенту Каталонії \| \| Рік \| 2006 р. \| 2003 р. \| \| -------------------------------------- \| ------------------------------ \| ------------------------------ \| \| Конвергенція та Єднання (CiU) \| 30,5% \| 36,3% \| \| Соціалістична партія Каталонії (PSC) \| 41,8% \| 41,8% \| \| Народна партія (PP) \| 16,2% \| 12,8% \| \| Ініціатива за зелену Каталонію (IC) \| 5,5% \| 2% \| \| Республіканська лівиця Каталонії (ERC) \| 4,5% \| 6,8% \| \| Громадянська партія (C's) \| 0,6% \| 0% \| \| Інші \| 0,9% \| 0,4% \| |         |         |
| Вибори до Парламенту Каталонії |         |         |
| Рік | 2006 р. | 2003 р. |
| Конвергенція та Єднання (CiU) | 30,5%   | 36,3%   |
| Соціалістична партія Каталонії (PSC) | 41,8%   | 41,8%   |
| Народна партія (PP) | 16,2%   | 12,8%   |
| Ініціатива за зелену Каталонію (IC) | 5,5%    | 2%      |
| Республіканська лівиця Каталонії (ERC) | 4,5%    | 6,8%    |
| Громадянська партія (C's) | 0,6%    | 0%      |
| Інші | 0,9%    | 0,4%    |

У муніципальних виборах у 2007 р. взяло участь 596 осіб (у 2003 р. - 614 осіб). Голоси за політичні сили розподілилися таким чином:
| \| Муніципальні вибори \| Муніципальні вибори \| Муніципальні вибори \| \| Рік \| 2007 р. \| 2003 р. \| \| -------------------------------------- \| ------------------- \| ------------------- \| \| Конвергенція та Єднання (CiU) \| 29,4% \| 0% \| \| Соціалістична партія Каталонії (PSC) \| 70,6% \| 49% \| \| Народна партія (PP) \| 0% \| 0% \| \| Ініціатива за зелену Каталонію (IC) \| 0% \| 0% \| \| Республіканська лівиця Каталонії (ERC) \| 0% \| 0% \| \| Громадянська партія (C's) \| 0% \| 0% \| \| Інші \| 0% \| 51% \| |         |         |
| Муніципальні вибори |         |         |
| Рік | 2007 р. | 2003 р. |
| Конвергенція та Єднання (CiU) | 29,4%   | 0%      |
| Соціалістична партія Каталонії (PSC) | 70,6%   | 49%     |
| Народна партія (PP) | 0%      | 0%      |
| Ініціатива за зелену Каталонію (IC) | 0%      | 0%      |
| Республіканська лівиця Каталонії (ERC) | 0%      | 0%      |
| Громадянська партія (C's) | 0%      | 0%      |
| Інші | 0%      | 51%     |